# Carema
Carema (piemontesisch Carema, frankoprovenzalisch Caréma, französisch Carême, walserdeutsch Kwarusunh) ist eine Gemeinde in der italienischen Metropolitanstadt Turin (TO), Region Piemont.

## Lage und Einwohner
Carema liegt 63 km nördlich von Turin an der Grenze zum Aostatal und hat 724 Einwohner (Stand 31. Dezember 2023). Das Gemeindegebiet umfasst eine Fläche von 10 km².
Die Nachbargemeinden sind Perloz, Lillianes, Donnas, Pont-Saint-Martin, Settimo Vittone und Quincinetto.

## Sehenswürdigkeit

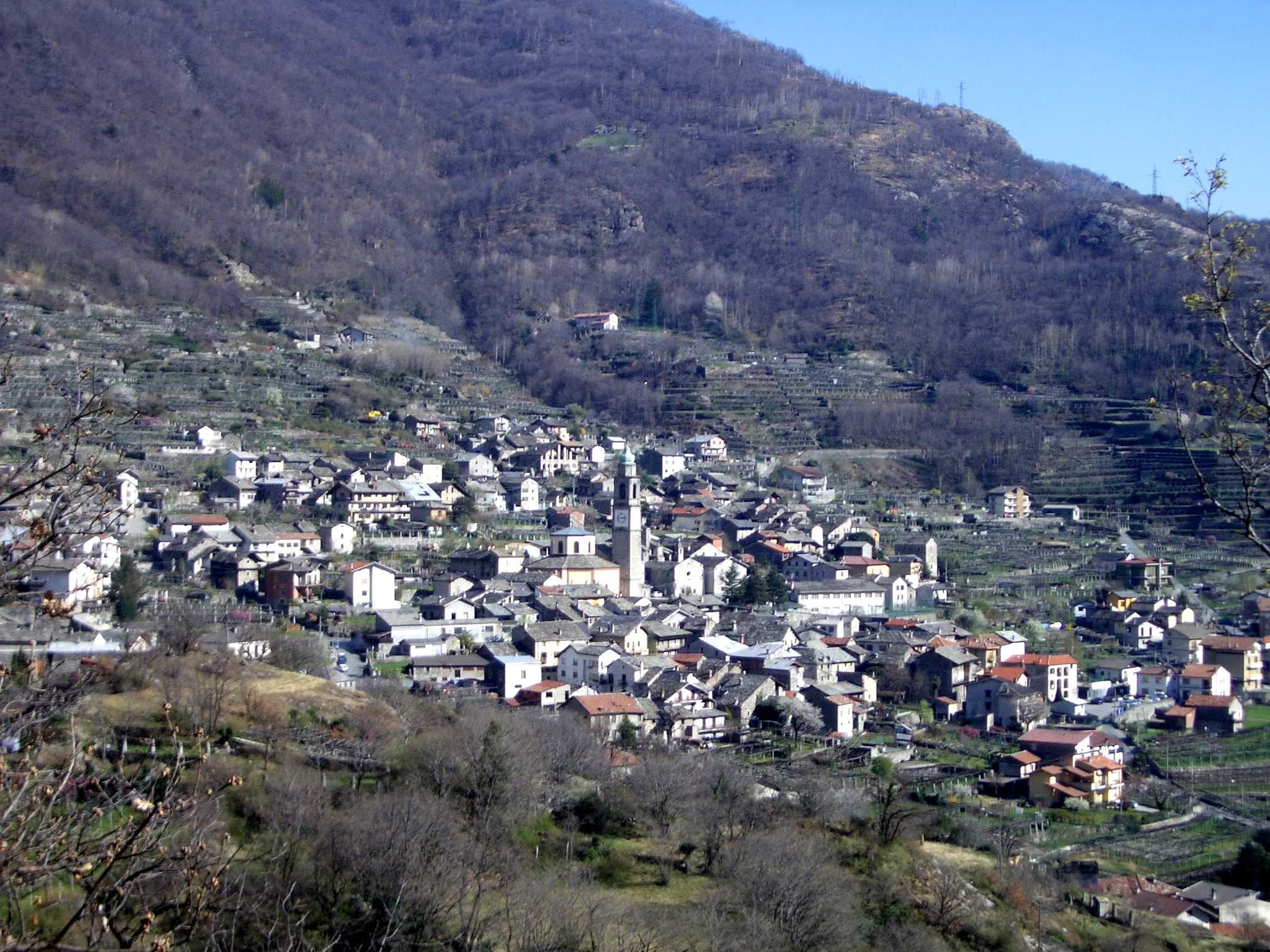
Panorama

Nur hier wird auch der gleichnamige Wein angebaut. Er wächst auf steilen Terrassen von 350 bis 700 Meter über dem Meeresspiegel die schwer zu bewirtschaften sind.